# JS Djijel
El JS Djijel es un equipo de fútbol de Argelia que juega en la División Interregional de Argelia, la cuarta categoría de fútbol en el país.

## Historia

### Periodo colonial
Fue fundado el 12 de marzo de 1936 en la ciudad de Jijel, y desde su fundación iniciaron con una serie de promociones de categoría durante el periodo colonial.
En la temporada de 1946/47 gana la Liga de Constantine, lo que los clasificó para el Campeonato de África del Norte en el que avanzaron hasta la semifinales. También clasificaron para la edición de 1955 pero abandonaron el torneo debido a la guerra civil en Argelia.

### Independencia
Tras la independencia de Argelia lograron el ascenso al Campeonato Nacional de Argelia para la temporada 1967/68, donde permanecieron por dos temporadas hasta su descenso en la temporada de 1969/70. En la temporada de 1972/73 retornó al Campeonato Nacional de Argelia para descender ese mismo año al terminar en último lugar de la liga.
Posteriormente el club pasó como un equipo nómada entre las divisiones de Argelia, pasando de la Primera División de Argelia hasta las ligas regionales.

## Palmarés
- Primera División de Argelia: 1

1971/72
- Tercera División de Argelia: 2

1964/65, 1997/98
- Interregional: 1

1963/64
- Liga de Constantine: 1

1947/48
- Primera División de Constantine: 1

1938/39
- Segunda División de Constantine: 1

1937/38
- Tercera División de Constantine: 1

1936/37